# Férfi BMX kerékpározás a 2012. évi nyári olimpiai játékokon
A 2012. évi nyári olimpiai játékokon a kerékpározás férfi BMX versenyszámát augusztus 8. és 10. között rendezték meg.
Az olimpiai-bajnoki címet a címvédő lett Māris Štrombergs szerezte meg, az ezüstérmes ausztrál Sam Willoughby és a bronzérmes kolumbiai Carlos Oquendo előtt. Štrombergs ezzel hazája első és egyetlen aranyérmét nyerte a 2012-es londoni olimpián.

## Lebonyolítás
Időeredmények alapján négy negyeddöntős csoportba rangsorolták a versenyzőket. A negyeddöntő mind a négy csoportjában 5 futamot mentek. A harmadik futam után a két élen álló bejutott az elődöntőbe és a maradék kettőt már nem kellett teljesíteniük. Az elődöntőkben már csak három futamot mentek és a négy első helyezett jutott be a döntőbe, ahol mindössze egy futam döntött.

## Versenynaptár
Az időpontok helyi idő szerint, zárójelben magyar idő szerint olvashatóak.
| Dátum                         | Időpont       | Forduló            |
| ----------------------------- | ------------- | ------------------ |
| 2012. augusztus 8., szerda    | 15:00 (16:00) | Selejtező          |
| 2012. augusztus 9., csütörtök | 15:00 (16:00) | Negyeddöntők       |
| 2012. augusztus 10., péntek   | 15:00 (16:00) | Elődöntők és döntő |

## Eredmények

### Rangsorolás
| Helyezés | Név                          | Idő    | Mj. |
| -------- | ---------------------------- | ------ | --- |
| 1        | Raymon van der Biezen (NED)  | 37.779 |     |
| 2        | Joris Daudet (FRA)           | 38.221 |     |
| 3        | Twan van Gendt (NED)         | 38.339 |     |
| 4        | Connor Fields (USA)          | 38.431 |     |
| 5        | Andrés Jiménez Caicedo (COL) | 38.445 |     |
| 6        | Sam Willoughby (AUS)         | 38.496 |     |
| 7        | Nicholas Long (USA)          | 38.601 |     |
| 8        | Renato Rezende (BRA)         | 38.628 |     |
| 9        | Quentin Caleyron (FRA)       | 38.637 |     |
| 10       | Marc Willers (NZL)           | 38.687 |     |
| 11       | Māris Štrombergs (LAT)       | 38.697 |     |
| 12       | Liam Phillips (GBR)          | 38.719 |     |
| 13       | Rihards Veide (LAT)          | 38.753 |     |
| 14       | Carlos Oquendo (COL)         | 38.775 |     |
| 15       | David Herman (USA)           | 38.955 |     |
| 16       | Kurt Pickard (NZL)           | 39.057 |     |
| 17       | Khalen Young (AUS)           | 39.304 |     |
| 18       | Manuel de Vecchi (ITA)       | 39.385 |     |
| 19       | Luis Brethauer (GER)         | 39.431 |     |
| 20       | Tory Nyhaug (CAN)            | 39.515 |     |
| 21       | Jelle van Gorkom (NED)       | 39.529 |     |
| 22       | Brian Kirkham (AUS)          | 39.610 |     |
| 23       | Roger Rinderknecht (SUI)     | 39.618 |     |
| 24       | Emilio Falla (ECU)           | 39.737 |     |
| 25       | Morten Therkildsen (DEN)     | 39.738 |     |
| 26       | Ernesto Pizarro (ARG)        | 39.765 |     |
| 27       | Arnaud Dubois (BEL)          | 39.772 |     |
| 28       | Moana Moo Caille (FRA)       | 40.015 |     |
| 29       | Maik Baier (GER)             | 40.231 |     |
| 30       | Sifiso Nhlapo (RSA)          | 40.788 |     |
| 31       | Daniel Caluag (PHI)          | 40.900 |     |
| –        | Edžus Treimanis (LAT)        |        | DNF |

### Negyeddöntők

#### 1. csoport
| Helyezés | Név                         | 1. futam   | 2. futam   | 3. futam     | 4. futam                | 5. futam                | Összesen | Mj. |
| -------- | --------------------------- | ---------- | ---------- | ------------ | ----------------------- | ----------------------- | -------- | --- |
| 1        | Raymon van der Biezen (NED) | 37.974 (1) | 38.269 (1) | 38.392 (1)   | Továbbjutó 3 futam után | Továbbjutó 3 futam után | 3        | TJ  |
| 2        | Edžus Treimanis (LAT)       | 40.130 (4) | 52.014 (6) | 38.572 (2)   | Továbbjutó 3 futam után | Továbbjutó 3 futam után | 12       | TJ  |
| 3        | Quentin Caleyron (FRA)      | 42.560 (7) | 41.336 (5) | 1:04.609 (5) | 39.162 (1)              | 38.489 (1)              | 19       | tj  |
| 4        | Khalen Young (AUS)          | DNF (8)    | 39.189 (2) | 39.456 (3)   | 39.484 (2)              | 1:04.756 (4)            | 19       | tj  |
| 5        | Morten Therkildsen (DEN)    | 40.789 (6) | 39.788 (4) | 39.896 (4)   | 40.160 (4)              | 39.104 (2)              | 20       |     |
| 6        | Emilio Falla (ECU)          | 39.602 (3) | DNF (8)    | 1:31.130 (6) | 39.756 (3)              | 41.793 (3)              | 23       |     |
| 7        | Kurt Pickard (NZL)          | 40.200 (5) | 39.539 (3) | DNF (7)      | DNS (8)                 | DNS (8)                 | 31       |     |
| 8        | Renato Rezende (BRA)        | 38.343 (2) | DNF (8)    | DNS (10)     | DNS (8)                 | DNS (8)                 | 36       |     |

#### 2. csoport
| Helyezés | Név                          | 1. futam   | 2. futam     | 3. futam   | 4. futam                | 5. futam                | Összesen | Mj. |
| -------- | ---------------------------- | ---------- | ------------ | ---------- | ----------------------- | ----------------------- | -------- | --- |
| 1        | Connor Fields (USA)          | 37.721 (1) | 38.350 (1)   | 38.025 (1) | Továbbjutó 3 futam után | Továbbjutó 3 futam után | 3        | TJ  |
| 2        | Liam Phillips (GBR)          | 38.072 (2) | 38.625 (2)   | 38.301 (2) | Továbbjutó 3 futam után | Továbbjutó 3 futam után | 6        | TJ  |
| 3        | Andrés Jiménez Caicedo (COL) | 38.753 (4) | 39.208 (3)   | 38.865 (4) | 38.581 (1)              | 44.026 (5)              | 17       | tj  |
| 4        | Rihards Veide (LAT)          | 39.489 (6) | 39.416 (4)   | 38.609 (3) | 39.508 (4)              | 39.110 (2)              | 19       | tj  |
| 5        | Tory Nyhaug (CAN)            | 38.610 (3) | 1:03.089 (7) | 39.949 (6) | 39.503 (3)              | 38.808 (1)              | 20       |     |
| 6        | Moana Moo Caille (FRA)       | 39.191 (5) | 39.560 (5)   | 39.512 (5) | 38.705 (2)              | 1:30.608 (6)            | 23       |     |
| 7        | Jelle van Gorkom (NED)       | 39.691 (7) | 1:37.793 (8) | 42.707 (8) | 40.419 (5)              | 40.096 (3)              | 31       |     |
| 8        | Maik Baier (GER)             | 40.558 (8) | 56.453 (6)   | 40.541 (7) | 46.131 (6)              | 41.109 (4)              | 31       |     |

#### 3. csoport
| Helyezés | Név                      | 1. futam     | 2. futam   | 3. futam   | 4. futam                | 5. futam                | Összesen | Mj. |
| -------- | ------------------------ | ------------ | ---------- | ---------- | ----------------------- | ----------------------- | -------- | --- |
| 1        | Marc Willers (NZL)       | 40.558 (1)   | 38.879 (2) | 38.467 (1) | Továbbjutó 3 futam után | Továbbjutó 3 futam után | 4        | TJ  |
| 2        | Joris Daudet (FRA)       | 54.108 (4)   | 38.789 (1) | 38.644 (2) | Továbbjutó 3 futam után | Továbbjutó 3 futam után | 7        | TJ  |
| 3        | David Herman (USA)       | DNF (8)      | 39.400 (3) | 39.373 (4) | 38.319 (1)              | 39.005 (2)              | 18       | tj  |
| 4        | Roger Rinderknecht (SUI) | 54.108 (3)   | 39.901 (5) | 39.209 (3) | 39.844 (4)              | 39.453 (3)              | 18       | tj  |
| 5        | Nicholas Long (USA)      | 1:46.734 (7) | 39.533 (4) | 39.379 (5) | 38.383 (2)              | 38.428 (1)              | 21       |     |
| 6        | Ernesto Pizarro (ARG)    | 1:20.748 (6) | 40.179 (6) | 39.905 (7) | 38.799 (3)              | 40.141 (4)              | 26       |     |
| 7        | Manuel de Vecchi (ITA)   | 53.365 (2)   | 41.499 (8) | 50.728 (8) | 40.342 (6)              | 40.261 (5)              | 29       |     |
| 8        | Daniel Caluag (PHI)      | 1:02.086 (5) | 40.763 (7) | 39.902 (6) | 40.342 (5)              | 40.380 (6)              | 29       |     |

#### 4. csoport
| Helyezés | Név                    | 1. futam   | 2. futam   | 3. futam   | 4. futam                | 5. futam                | Összesen | Mj. |
| -------- | ---------------------- | ---------- | ---------- | ---------- | ----------------------- | ----------------------- | -------- | --- |
| 1        | Twan van Gendt (NED)   | 38.094 (1) | 38.190 (2) | 38.402 (4) | Továbbjutó 3 futam után | Továbbjutó 3 futam után | 7        | TJ  |
| 2        | Māris Štrombergs (LAT) | 38.359 (2) | 40.353 (5) | 37.738 (1) | Továbbjutó 3 futam után | Továbbjutó 3 futam után | 8        | TJ  |
| 3        | Sam Willoughby (AUS)   | 40.250 (4) | 37.856 (1) | 38.200 (3) | 38.840 (2)              | 59.499 (6)              | 16       | tj  |
| 4        | Carlos Oquendo (COL)   | DNF (8)    | 39.148 (4) | 37.976 (2) | 1:23.505 (6)            | 38.167 (1)              | 21       | tj  |
| 5        | Luis Brethauer (GER)   | 43.391 (6) | 39.108 (3) | 39.435 (5) | 40.134 (4)              | 38.973 (4)              | 22       |     |
| 6        | Arnaud Dubois (BEL)    | 40.179 (3) | 51.285 (8) | 40.003 (7) | 39.564 (3)              | 38.620 (3)              | 24       |     |
| 7        | Brian Kirkham (AUS)    | 59.988 (7) | 48.026 (7) | 40.519 (8) | 38.158 (1)              | 38.475 (2)              | 25       |     |
| 8        | Sifiso Nhlapo (RSA)    | 41.773 (5) | 40.539 (6) | 39.653 (6) | 40.377 (5)              | 39.835 (5)              | 27       |     |

### Elődöntők

#### 1. elődöntő
| Helyezés | Név                          | 1. futam     | 2. futam   | 3. futam   | Összesen | Mj. |
| -------- | ---------------------------- | ------------ | ---------- | ---------- | -------- | --- |
| 1        | Connor Fields (USA)          | 51.791 (4)   | 37.885 (1) | 37.736 (1) | 6        | Q   |
| 2        | Raymon van der Biezen (NED)  | 38.372 (1)   | 38.046 (2) | 38.948 (5) | 8        | Q   |
| 3        | Liam Phillips (GBR)          | 38.770 (2)   | 38.179 (3) | 38.509 (4) | 9        | Q   |
| 4        | Andrés Jiménez Caicedo (COL) | 40.730 (3)   | 38.882 (6) | 38.490 (3) | 12       | Q   |
| 5        | Edžus Treimanis (LAT)        | 51.856 (5)   | 39.125 (7) | 37.926 (2) | 14       |     |
| 6        | Quentin Caleyron (FRA)       | DNF (8)      | 38.392 (4) | 40.265 (6) | 18       |     |
| 7        | Rihards Veide (LAT)          | 53.670 (6)   | 38.640 (5) | 48.466 (7) | 18       |     |
| 8        | Khalen Young (AUS)           | 1:40.272 (7) | 45.520 (8) | DNS (10)   | 25       |     |

#### 2. elődöntő
| Helyezés | Név                      | 1. futam     | 2. futam   | 3. futam     | Összesen | Mj. |
| -------- | ------------------------ | ------------ | ---------- | ------------ | -------- | --- |
| 1        | Sam Willoughby (AUS)     | 38.059 (1)   | 37.542 (1) | 38.506 (3)   | 5        | Q   |
| 2        | Twan van Gendt (NED)     | 44.742 (5)   | 37.798 (2) | 38.046 (1)   | 8        | Q   |
| 3        | Māris Štrombergs (LAT)   | 41.856 (4)   | 37.995 (4) | 38.088 (2)   | 10       | Q   |
| 4        | Carlos Oquendo (COL)     | 39.236 (2)   | 37.542 (5) | 38.811 (4)   | 11       | Q   |
| 5        | David Herman (USA)       | 40.277 (3)   | 38.954 (6) | 48.205 (6)   | 15       |     |
| 6        | Joris Daudet (FRA)       | 45.702 (6)   | 37.990 (3) | 2:05.214 (7) | 16       |     |
| 7        | Roger Rinderknecht (SUI) | 52.320 (7)   | 40.070 (7) | 43.021 (5)   | 19       |     |
| 8        | Marc Willers (NZL)       | 1:34.759 (8) | 42.269 (8) | DNS (10)     | 26       |     |

### Döntő
| Helyezés | Név                          | Idő      |
| -------- | ---------------------------- | -------- |
| Arany    | Māris Štrombergs (LAT)       | 37.576   |
| Ezüst    | Sam Willoughby (AUS)         | 37.929   |
| Bronz    | Carlos Oquendo (COL)         | 38.251   |
| 4        | Raymon van der Biezen (NED)  | 38.492   |
| 5        | Twan van Gendt (NED)         | 44.744   |
| 6        | Andrés Jiménez Caicedo (COL) | 53.377   |
| 7        | Connor Fields (USA)          | 1:03.033 |
| 8        | Liam Phillips (GBR)          | 2:11.918 |